# 6961 Ashitaka
6961 Ashitaka (1989 KA) là một tiểu hành tinh vành đai chính được phát hiện ngày 26 tháng 5 năm 1989 bởi Akiyama, M., Furuta, T. ở Mishima.